# Президентские выборы в Австрии (2004)
Общенародные выборы Федерального президента Австрии путём тайного голосования. Выборы состоялись 25 апреля 2004 года.
Победу на них в первом туре одержал кандидат от Социал-демократической партии Австрии (СДПА) Хайнц Фишер с 52,4 % голосов, опередивший получившую 47,6 % кандидата от Австрийской народной партии (АНП), которой была Бенита Ферреро-Вальднер. Явка превысила 70 %.